# Združena braća
Združena braća (eng. Band of Brothers) je američka ratna miniserija koja se temelji na istoimenoj knjizi povjesničara Stephena E. Ambrosea iz 1992. godine. Kreirali su ju Steven Spielberg i Tom Hanks, koji su također izvršni producenti. Epizode su se prvi put emitirale na HBO-u, počevši od 9. rujna 2001.

## Radnja
Združena braća detaljno prati stvarne pothvate satnije E tijekom Drugoga svjetskog rata kroz 10 epizoda, počevši od padobranske obuke u kampu Toccoa pa sve do kapitulacije Njemačke. U prvom su planu iskustva poručnika Richarda Wintersa kroz koja prolazi dok pokušava svoju satniju održati sigurnom i na okupu. Iako u seriji glumi vrlo brojna glumačka postava, svaka se od 10 epizoda uglavnom fokusira na jednoga člana satnije i na njihove akcije tijekom određenih operacija (npr. u bitki za Bastogne ili Operaciji "Market Garden").
Pošto je serija zasnovana na stvarnim događajima, sudbina je likova jednaka sudbini stvarnih članova satnije E. Brojni likovi ili poginu ili budu ranjeni, zbog čega neki budu poslani kući, a neki napuste bolnicu kako bi se ponovno pridružili suborcima na bojištu. Sva su ova iskustva i moralne, psihičke i fizičke prepreke koje vojnici moraju svladati ključne za seriju.

## Uloge
- Kirk Acevedo kao stožerni narednik Joe Toye
- Eion Bailey kao privatnik prve klase David Kenyon Webster
- Michael Cudlitz kao stožerni narednik Denver "Bull" Randleman
- Dale Dye kao pukovnik Robert Sink
- Rick Gomez kao narednik George Luz
- Scott Grimes kao narednik Donald Malarkey
- Frank John Hughes kao stožerni narednik William "Wild Bill" Guarnere
- Damian Lewis kao poručnik Richard "Dick" Winters
- Ron Livingston kao satnik Lewis Nixon
- James Madio kao Frank Perconte
- Neal McDonough kao natporučnik Lynn "Buck" Compton
- Rene L. Moreno kao Joseph Ramirez
- David Schwimmer kao satnik Herbert Sobel
- Richard Speight, Jr. kao narednik Warren "Skip" Muck
- Donnie Wahlberg kao potporučnik Carwood Lipton
- Matthew Settle kao satnik Ronald Speirs
- Douglas Spain kao Antonio C. Garcia
- Rick Warden kao poručnik Harry Welsh
- Marc Warren kao vojnik Albert Blithe
- Shane Taylor kao Eugene "Doc" Roe
- Dexter Fletcher kao stožerni narednik John "Johnny" Martin
- Colin Hanks kao poručnik Henry S. Jones
- Ross McCall kao Joseph Liebgott